# Spaniens återgång till demokrati
Spaniens återgång till demokrati (spanska: Transición Española, egentligen Spanska övergången) var den period under vilken Spanien rörde sig från diktaturen under Franco till demokrati i form av en konstitutionell monarki. Perioden brukar räknas från Francos död den 20 november 1975, medan uppfattningen om dess slutfas kan variera mellan tiden för 1978 års författning, den misslyckande statskuppen den 23 februari 1981, eller Spanska socialistiska arbetarpartiets (PSOE) valseger den 28 oktober 1982.
Återgången till demokrati var en av de faktorer som möjliggjorde Spaniens inträde i den europeiska gemenskapen och i NATO.

## Historik

### Juan Carlos I:s politiska roll
Francisco Franco kom till makten 1939 efter det Spanska inbördeskriget. Han regerade som diktator fram till sin död 1975. 1969 utsåg han prins Juan Carlos, sonson till Spaniens tidigare kung, Alfons XIII av Spanien, som sin efterträdare. Under de följande sex åren höll sig prins Juan Carlos till en början i bakgrunden under de officiella framträdandena och verkade beredd på att följa i Francos fotspår. Men väl vid makten som kung av Spanien, underlättade han utvecklingen till en konstitutionell monarki vilket hans far, Don Juan de Borbón, hade talat för sedan 1946.
Övergången till demokrati var en ambitiös plan som räknade med utbrett stöd inom och utom Spanien. Västvärldens regeringar, under ledning av USA, stödde nu en Spansk konstitutionell monarki, vilket också många spanska och internationella liberala ekonomer gjorde.
Trots detta visade sig övergången vara ett hot, eftersom efterdyningarna av det spanska inbördeskriget (1936–1939) fortfarande plågade Spanien. Francoanhängare på yttersta högern fick avsevärt stöd inom den spanska armén, och människor på vänstersidan litade inte på en kung som fått sin position av Franco.
Genomförandet av demokratiprojektet fordrade att vänsteroppositionen kunde hålla tillbaka sina mest radikala element från att provocera, och att armén avstod från att blanda sig i den politiska processen på de francoanhängares vägnar, vilka redan fanns i den existerande regeringen.
Kung Juan Carlos började sin regering som statschef utan att gå utanför gränserna för Francos rättssystem. Som statschef svor han trohetseden till Falangistpartiets principer, det enda legala partiet under francotiden; han kröntes inför Cortez Generales och tog över kronan och följde grundlagen vid utseendet av sin första regering. Endast i sitt tal inför Cortes antydde han sitt stöd för en förändring av det spanska politiska systemet.

### Tidig politisk ledning

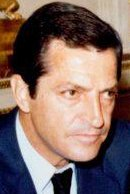
Adolfo Suárez, landets premiärminister 1976–1981 (foto 1980).

Sommaren 1976 fick regeringschefen Àrias Navarro avträda posten som regeringschef, till förmån för Adolfo Suárez.
I november samma år antogs en lag i Cortes, vilket innebar att Francoregimens centrala institutioner togs bort och allmän val utlystes. Den demokratiska oppositionen ställde krav på politisk frihet och amnesti, och efter att Suárez gått med på kraven accepterade oppositionen att ställa upp i de kommande valen.

### Ny författning
Efter Francos långa diktatur ställde många krav på en helt ny författning för Spanien. Denna demokratiskt inriktade författning, med stark decentralistisk prägel, antogs sedan 1978 av Cortes.
Genom författningen indelades landet i ett antal autonoma regioner, med egna parlament, regionregeringar och ansvar för stora delar av den regionala statsapparaten. Ur den demokratiska oppositionen hade vuxit fram ett antal regionala partier (delvis med nationalistisk agenda) och i ett antal regioner skulle de framöver komma att forma den politiska utvecklingen. Detta gällde inte minst i regioner med egna språk – som Galicien, Baskien och Katalonien – men också i det avsides belägna Kanarieöarna.

### Fram till statskuppen 1981
Under den nya författningen genomfördes 1979 nya parlamentsval. Där blev Suárez demokratiska centerunion största parti, med socialistpartiet (PSOE) som näst störst. Samma år erhöll både Baskien och Katalonien sina regionala självstyren, och en demokratiskt viktig skattereform drevs igenom.
Adolfo Suárez meddelade i januari 1981 sin avgång – både som partiledare och premiärminister – efter en konfliktfylld tid både utåt och inom sitt eget UCD. I samband med att Suárez efterföljare skulle godkännas i Cortes den 23 februari genomfördes ett försök till statskupp, ledd av Antonio Tejero Molina och med deltagande av cirka 200 soldater och Guardia Civil-medlemmar som ockuperade parlamentet.
Genom resolut ingripande av kung Juan Carlos kunde dock kuppförsöket avstyras och den nye premiärministern Leopoldo Calvo-Sotelo väljas.

### PSOE tar över

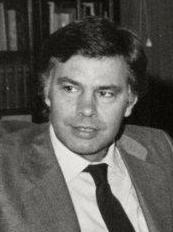
Felipe González, ledare för PSOE och premiärminister 1982–1996 (foto 1983).

1982 blev Spanien medlem i Nato. Landets integration i en större internationell gemenskap skedde efter 1981 års statskuppsförsök och före ett liknande inför parlamentsvalen hösten 1982, ett kuppförsök som dock avvärjdes innan det hann sättas i verket. Två kuppförsök på ett drygt år bidrog till att ge den politiska oppositionen vind i seglen för sina krav på en förändring av statsledningen.
Vid parlamentsvalen i oktober 1982 vann PSOE egen majoritet i Cortes, med Felipe González som premiärminister. Partiets framgångar bidrog till att nästan helt radera ut det tidigare styrande UCD som ett parti att räkna med, och istället växte Alianza Popular (senare namnbytt till Partido Popular) fram som det viktigaste konservativa partiet i Spanien.
Med tillskottet av mittenpolitiska röster från UCD kunde González och PSOE inleda en längre tid av politiska stabilitet i Spanien, efter de turbulenta åren direkt efter Francos död. Gónzalez kunde – trots ETA:s fortsatta terror, fackligt missnöje, hög arbetslöshet och senare korruptionsavslöjanden – väljas om som premiärminister både 1986, 1989 och 1993. Landet blev 1986 medlem i EG.